# Mitchell Park Conservatory
El Mitchell Park Conservatory o Mitchell Park Horticultural Conservatory (Mitchell Park Domes o The Domes) es un Invernadero-jardín botánico ubicado en el "Mitchell Park" en Milwaukee, Wisconsin. 
Se encuentra administrado por el "Milwaukee County Park System", y sustituye al Milwaukee Conservatory original que estuvo en activo desde 1898 a 1955. 
Los tres domos con 45,000 pies cuadrados (4,200 m²), albergan una gran variedad de plantas vivas. 
El código de identificación del Mitchell Park Horticultural Conservatory como miembro del "Botanic Gardens Conservation Internacional" (BGCI), así como las siglas de su herbario es MIL.

## Localización
Mitchell Park Conservatory, 524 South Layton Boulevard Milwaukee, Milwaukee county, Wisconsin 53215 United States of America-Estados Unidos de América. 
Planos y vistas satelitales.43°01′36″N 87°56′44″O / 43.02667, -87.94556
Los jardines son de acceso libre al público en general.

## Historia
El parque de Mitchell es uno de los seis parques originales de Milwaukee creados por la primera comisión de parques  que ocupa una zona en el lado del sur de Milwaukee, comenzando con un área inicial de 5 acres que fue donada por la familia Mitchell y nombrada después en honor del rico magnate de actividades bancarias Alexander Mitchell, abuelo del general Billy Mitchell. Otras donaciones de terrenos, aumentaron el área total a unos 60 acres. 
También se encuentra en el parque, sobre una peña que domina el Menomonee River Valley, un monumento que marca el sitio en el que se encontraba un puesto de negocios de uno de los primeros colonos de la zona, Jacques Vieau. Vieau era un colono y comerciante de pieles que más adelante fue el suegro del fundador de Milwaukee Solomon Juneau.

## Descripción
El invernadero se compone de tres bóvedas de cristal con forma de colmena que tienen 140 pies de diámetro por 85 pies de alto. Se refieren correctamente como las únicas bóvedas "conoidales" del mundo más bien que bóvedas geodésicas. Cada una de las bóvedas cubre 15.000 pies cuadrados de zona de visualización y fue construida en etapas de 1959 a 1967 con un coste de $4.5 millones de dólares. 
Había una cuarta bóveda que debía ser construida pero no lo fue debido a las premeuras de terminar el proyecto; todavía existen los cimientos en el sitio que debía de ocupar la cuarta bóveda. Fue dedicada a Lady Bird Johnson, la viuda de Lyndon B. Johnson. El área del parque preveía un gran estanque con lirios de agua al sur pero a finales de los años 80 se dio por concluido debido a los recortes del presupuesto.

## Domos
Cada uno de los tres domos mantiene un clima distinto y fijo para la exposición de su contenido.

### Domo de exhibición
El domo de exhibición fue abierto en diciembre de 1964. 
Organizan cuatro exhibiciones estacionales. Cada exhibición tiene un tema determinado, basado en un hecho cultural (por ejemplo Japonés, Alemán y Francés), literario (Charles Dickens o los "villancicos"), o interés histórico (el "Williamsburg colonial" o la historia de las hierbas que se cultivan en un huerto, por ejemplo). 
En la mayoría de los últimos años, la demostración de invierno ha ofrecido un "jardín del ferrocarril" una extensa exhibición puesta en marcha con la cooperación de los miembros de "Wisconsin Model Railroad club". Esta se ha convertido en una de las exhibiciones más populares durante el año y es una de las exhibiciones de jardín de ferrocarril interior más grandes de todo el Medio Oeste.

### Domo Tropical
El Domo Tropical se abrió en febrero de 1966. La bóveda tropical ofrece casi 1000 especies de plantas, incluyendo muchas plantas económicamente importantes por ejemplo plátano, papaya, ackee, guayaba, aguacate, y cacao. Uno de los árboles del cacao tiene unos 60 años de edad y fue trasplantado del viejo invernadero. Todavía madura la fruta cada año. 
Las maderas duras incluyen la caoba africana, ébano y lignum vitae. También se puede encontrar una rara parra del curare. 
La bóveda se engalana cada estación con una amplia variedad de plantas de flor, incluyendo un número de orquídeas ganadoras de certámenes.
El centro de la bóveda es dominado por un gran árbol kapok. Es uno de los árboles más altos bajo cristal. En su punto máximo de altura tien 95 pies (29 metros), pero ahora se etá dejando en unos más manejables 60 (18 metros). Además de las plantas, la bóveda tropical tiene también un número de coloridos pájaros.

### Domo de zonas áridas
El Domo de zonas Áridas se abrió en noviembre de 1967. 
Exhibe una amplia variedad de plantas de las Américas y África. La sección americana contiene una gran cantidad de plantas nativas del desierto de Sonora, incluyendo arbustos, árboles, plantas anuales y bulbos, así como los familiares cactus. La sección africana tiene Aloes, Crassulas, Euphorbias, junto con la inusual Welwitschia, planta que tiene solamente dos hojas en continuo crecimiento y puede vivir por encima de los mil años. 
Otra sección alberga la flora suculenta de Madagascar e incluye plantas como Euphorbia, Pachypodium, Adenia, Didierea, Alluaudia, y Opercularia. Muchos de las cuales fueron cultivados de las semillas obtenidas en Madagascar. Esta área fue inaugurada formalmente el 8 de septiembre de 1984 por Leon Rajaobelina, el embajador de Madagascar. 
En agosto de 2006, un Encephalartos ferox produjo un cono de doble coloración roja. Es solamente la segunda vez en 30 años que se ha producido. Los conos esperan al último varios meses, muy probablemente hasta que la primavera trae un tiempo más cálido.